# Guadalupe Inn
Guadalupe Inn es una colonia residencial y comercial fraccionada en la década de 1950 ubicada en la alcaldía Álvaro Obregón, al sur de la Ciudad de México, en paralelo a la colonia Florida, en terrenos de la extinta hacienda de Guadalupe, propiedad de José de Teresa, concuñado del expresidente Porfirio Díaz.

## Ubicación

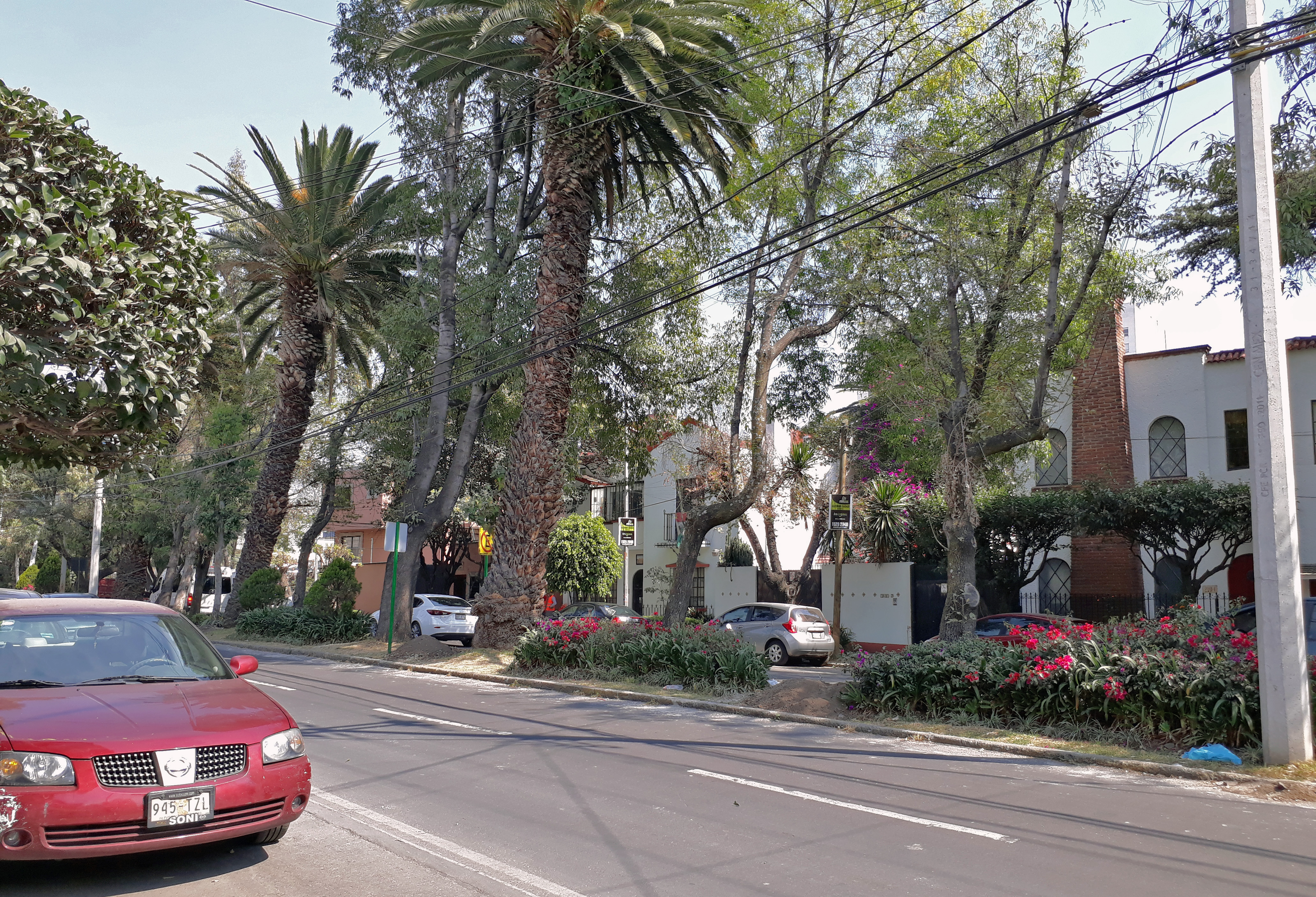
Construcciones originales estilo colonial californiano de la avenida Manuel M. Ponce que cruza la colonia Guadalupe Inn de sur-poniente a nor-oriente

Se encuentra al sur de la Ciudad de México, en el oriente de la alcaldía Álvaro Obregón. Sus límites son: 
- Al norte con Barranca del Muerto y con la colonia San José Insurgentes de la alcaldía Benito Juárez.

- Al sur con la calle Río San Ángel y con la colonia San Ángel.
- Al este con la Avenida Insurgentes Sur y la Colonia Florida.
- Al oeste con Avenida Revolución y la colonia Campestre

La estación más cercana del Sistema de Transporte Colectivo (Metro) es Barranca del Muerto de la Línea 7 del Metro de la Ciudad de México. Sobre la Avenida de los Insurgentes se hallan las estaciones José María Velasco, Francia y Olivo del Metrobús.

## Desarrollo urbano
El desarrollo de la colonia fue planeado con un diseño moderno, con una glorieta (actual Plaza Valverde) como punto central del cual partían diagonalmente varias calles arboladas y viviendas unifamiliares. En fechas recientes se desarrollaron circuitos comerciales y edificios de varios niveles en Avenida de los Insurgentes y Avenida Revolución; así como Plaza Inn, un centro comercial. La construcción de edificios de varios niveles al interior de la colonia ha recibido la oposición de las asociaciones de vecinos.
En Guadalupe Inn se hallan el Instituto Cultural Helénico (que incluye una capilla gótica, claustro románico y un teatro), el Centro Cultural El Juglar, la Nunciatura Apostólica, las oficinas del Instituto del Fondo Nacional de la Vivienda para los Trabajadores (Infonavit), la Comisión Nacional Bancaria y de Valores, del Poder Judicial de la Federación y del Seguro Popular. Comisión Nacional de Protección Social en Salud. Entre las instituciones educativas destacan la Escuela Primaria Pública "Guadalupe Victoria" y la Escuela Nacional para Maestras de Jardín de Niños. instituto Nacional de las Mujeres 

## Nomenclatura de las Calles
La nomenclatura de las calles lleva los nombres de compositores mexicanos: Abundio Martínez, Alfonso Esparza Oteo, Ernesto Elorduy, Felipe Villanueva, Fernando Villalpando, Gustavo E. Campa, Guty Cárdenas, Macedonio Alcalá, Manuel M. Ponce, Melesio Morales, Miguel Lerdo de Tejada, Jaime Nunó, Juventino Rosas, Pedro Valdez Fraga, Ricardo Castro, Ricardo Palmerín, Sagredo, Silvestre Revueltas. La calle Felipe Villanueva, en el tramo entre Manuel M. Ponce y Avenida de los Insurgentes, fue renombrada en 1990 como "Su Santidad Juan Pablo II".